# 小山蒼海
小山 蒼海（こやま そう、2014年8月17日 - ）は、日本の子役。テアトルアカデミー所属。

## 出演

### ドラマ
- 天皇の料理番（2015年、TBS） - 赤ちゃん / 周二郎 役
- 大河ドラマ 西郷どん（2018年、NHK） - 西郷小兵衛（幼児期） 役
- 姉ちゃんの恋人 第1話（2020年10月27日、関西テレビ・フジテレビ） - 安達朝輝（幼少期） 役
- カラフラブル〜ジェンダーレス男子に愛されています。〜 第3話・第8話（2021年4月15日・5月20日、読売テレビ・日本テレビ） - 蒼海 役
- コタローは1人暮らし 第4話・最終話（2021年5月15日・6月26日、テレビ朝日） - 田丸勇太 役
  - 帰ってきたぞよ!コタローは1人暮らし 第4話・最終話（2023年5月6日・6月10日）
- 今野敏サスペンス 機捜235Ⅱ（2021年7月19日、テレビ東京） - 佐伯大地 役[1]
- お耳に合いましたら。 第7話（2021年8月27日、テレビ東京） - 客の子供 役
- 駐在刑事 Season3 第2話（2022年1月21日、テレビ東京） - 沢井蓮 役
- 量産型リコ -プラモ女子の人生組み立て記- 第6話（2022年8月5日、テレビ東京） - 翔真 役[2]
- 警視庁強行犯係 樋口顕Season2 第6話（2022年8月19日、テレビ東京） - 秋本友希 役
- 連続ドラマW（WOWOW）
  - 雨に消えた向日葵 第4話（2022年8月14日）
  - OZU 〜小津安二郎が描いた物語〜 第2話「生れてはみたけれど」（2023年11月19日） - 吉井良一 役[3]
- 大川と小川の時短捜査（2022年9月12日、テレビ東京） - 吉川太一 役
- 親愛なる僕へ殺意をこめて（2022年10月5日 - 11月30日、フジテレビ） - 浦島エイジ（幼少期） 役[4]
- リエゾン -こどものこころ診療所- 第1話（2023年1月20日、テレビ朝日） - 生駒翔 役
- 警視庁アウトサイダー（2023年、テレビ朝日） - 歌川涼牙（幼少期） 役
- 王様に捧ぐ薬指 第1話（2023年4月18日、TBS）
- 俺の美女化が止まらない!? 第8話（2023年2月22日、Paravi / 2023年5月25日、テレビ東京） - 恭平（幼少期） 役
- ブラックポストマン 第6話（2023年9月22日、テレビ東京）
- ハコビヤ 第5話（2024年2月10日、テレビ東京） - 祐太郎 役[5]
- バントマン（2024年10月12日 - 12月21日、東海テレビ・フジテレビ） - 柳澤直斗 役[6][7]
- さよならのつづき（2024年11月14日、Netflix） - 佐藤佑真 役[8]

### 映画
- 渇水（2023年6月2日公開、KADOKAWA）

### バラエティ
- それいけ!アンパンマンくらぶ（BS日テレ）レギュラー
- 痛快TVスカッとジャパン（フジテレビ）
- ザ!世界仰天ニュース（日本テレビ）

### CM
- ダイハツ　タント
  - なんでなんで編
  - 高級レストラン編
  - 雨具大好き編
  - お相撲さん編
- 株式会社ミズホ
  - ミズホくん替え歌編
  - 野菜のために人のために　家庭編
- 餃子の王将　働く主婦編